# Kunnersdorf (Augustusburg)
Kunnersdorf ist ein Ortsteil der Stadt Augustusburg im Landkreis Mittelsachsen im Erzgebirge.

## Geografie

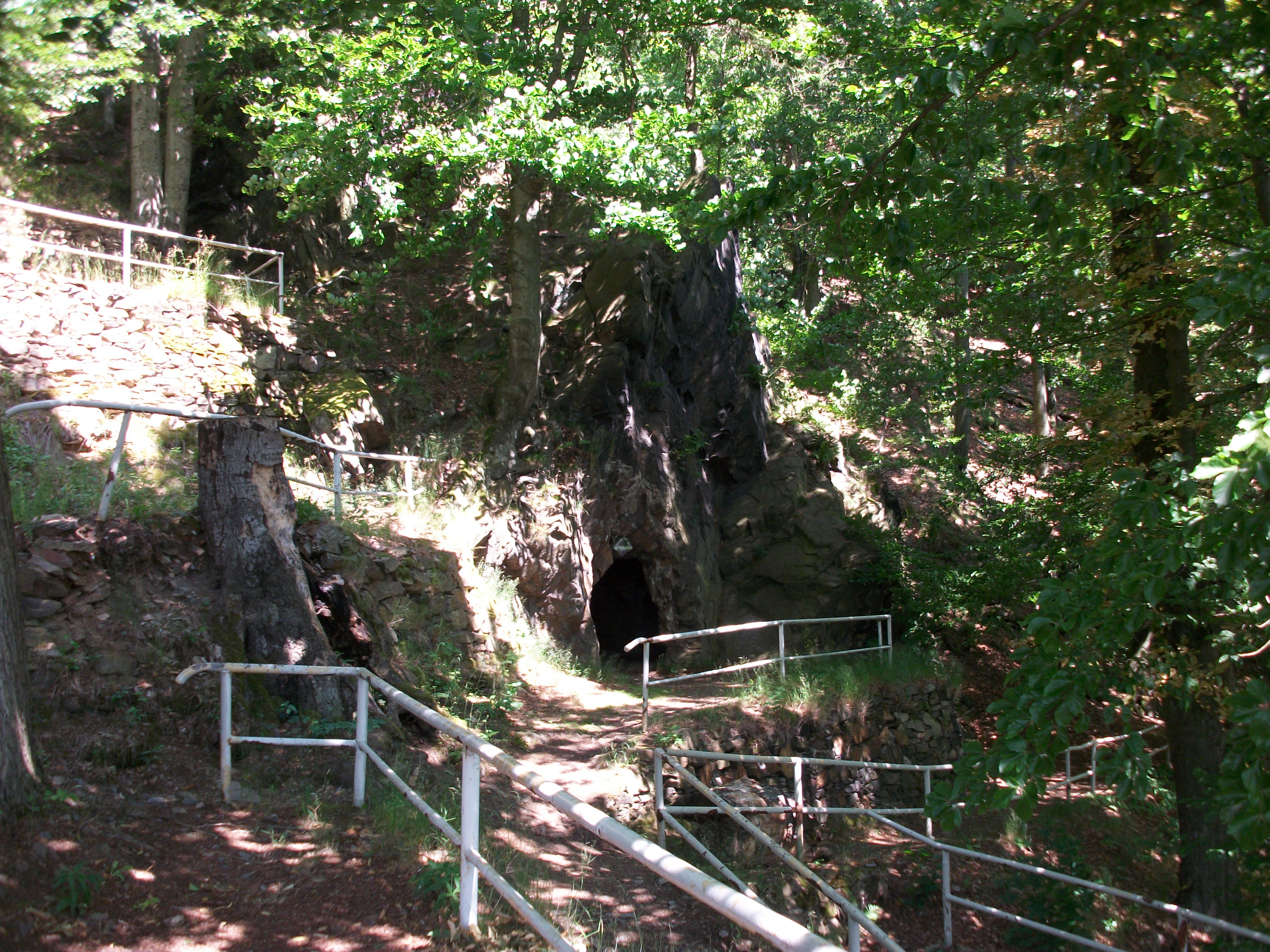
Höhle am Kunnerstein

### Lage
Das einreihige Waldhufendorf liegt an der Westseite direkt im Tal der Zschopau, zwischen der Mündung des Dittmannsdorfer Baches und dem Sternmühlental. Ein kleiner Siedlungsteil zieht sich nach Westen hin ein kurzes Stück in das vom Schwarzbach gebildete, nach einer an ihm gelegenen historischen Chemnitzer Gaststätte benannte Sternmühlental hinauf. Am Ostufer des Flusses gegenüber von Kunnersdorf an der Einmündung des Fließgewässers Tiefer Graben liegt der Felsen Kunnerstein.

### Nachbarorte
|                 | Erdmannsdorf                                | Grünberg     |
|                 | Kompassrose, die auf Nachbargemeinden zeigt | Augustusburg |
| Kleinolbersdorf | Hennersdorf                                 |              |

## Geschichte

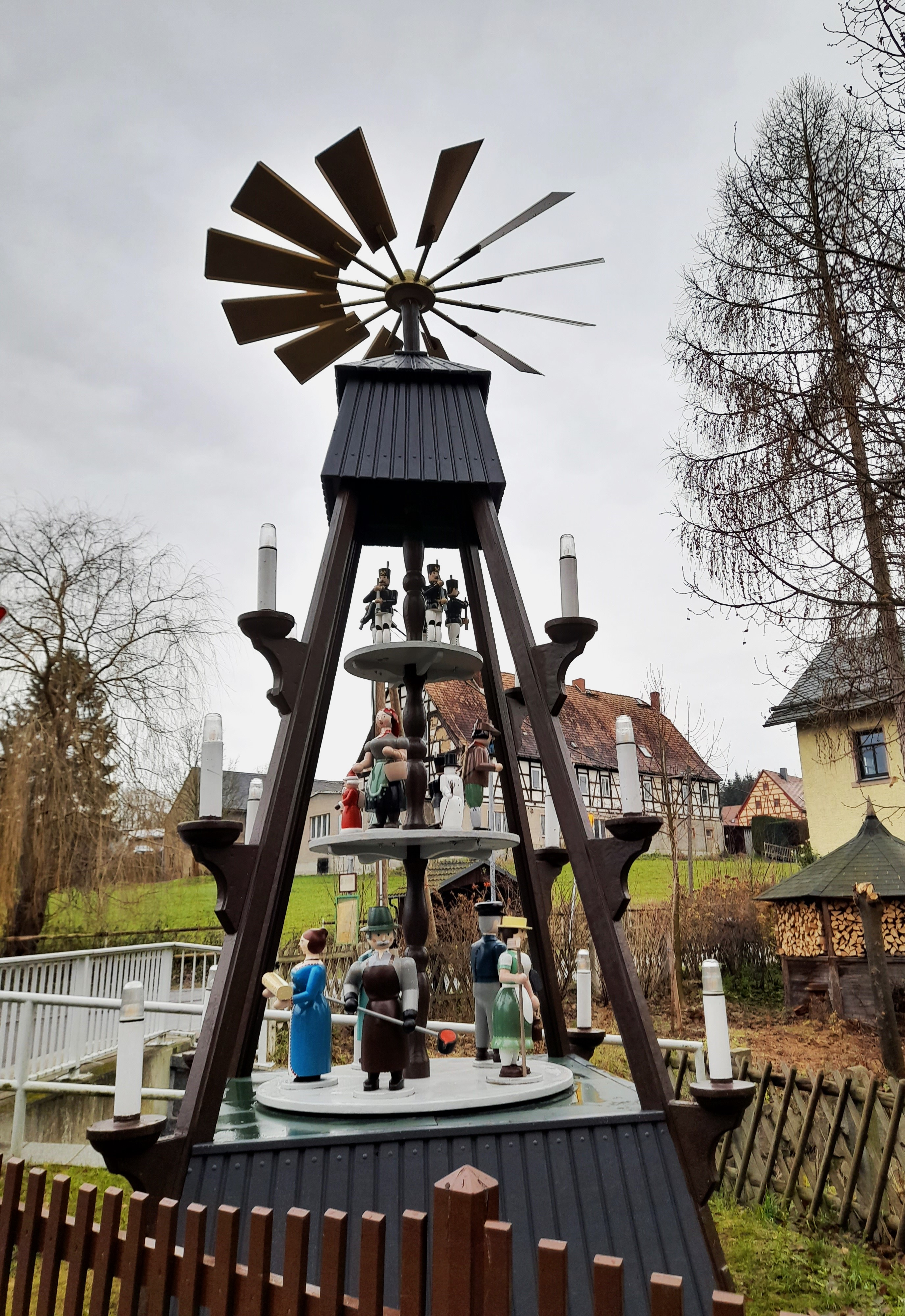
Ortspyramide Kunnersdorf (Augustusburg)

Kunnersdorf entstand als einreihiges Waldhufendorf nach 1150, zusammen mir den Dörfern Erdmannsdorf, Dittmannsdorf und Bernsdorf.
Seine Gemarkung erstreckt sich über 285 ha.
Sie erste urkundliche Erwähnung findet sich, als Markgraf Friedrich II., der Ernsthafte, am 19. März 1344 Conradisdorf dem Kloster Chemnitz zueignet.
1349 war Conradisdorf durch Friedrich III, den Strengen, an Fridericus de Malticz verlehnt.
Am 21. März 1376 verkauft Abt Heinrich vom Kloster Chemnitz den Ort an Wilhelm I., den Einäugigen.
Später schrieb man Conratstorf (1378), Cunnersdorf (1403).
Es handelt sich um das Dorf eines Conrad.

Der Ort lag im Amt Schellenberg, das 1573 in Amt Augustusburg umbenannt wurde.

August Schumann nennt 1818 im Staats-, Post- und Zeitungslexikon von Sachsen Kunnersdorf betreffend u. a.:
„Es hat 38 Häuser und 240 Einwohner, ein Erbgericht mit schönen Wiesen, beträchtlicher Holzung, aber wenig Feldbau; es sind ferner unter den Einwohnern 9 Hufenbesitzer, ein dreiviertel Hüfner, 26 Häusler und ein Schmidt. An der Zschopau liegt eine zum Erbgericht gehörige Mahl- und Schneidemühle.
Die Einwohner nähren sich von Ackerbau, der aber nicht sehr ersprieslich. Der Ort ist nach Erdmannsdorf eingepfarrt, wohin die Kinder auch in die Schule gehen. [...]
Im Dorfe ist ein Beigeleite von Augustusburg, und nicht weit davon liegt eine Kalkhütte.“
Um 1830 werden drei Schneidemühlen und eine Mühle an der Mündung des Dittmannsdorfer Baches genannt. Im 19. Jahrhundert verrichtete ein Großteil der Einwohner Holz- und Flößarbeiten später auch Fabrikarbeiten. Die günstige Lage zur Ausnutzung der Wasserkraft ließ 1859 im Sternmühlental eine Vlies- und Verbandwattefabrik entstehen. Eine Wollreißerei und eine Grobgarnspinnerei folgten 1864 an der Zschopau und im Tal des Dittmannsdorfer Baches. Diese schlossen sich 1964 zusammen und arbeiteten ab 1972 als VEB Grobgarn Rinotex.
Am 1. April 1929 wurde Kunnersdorf nach Erdmannsdorf eingemeindet.
Am 26. März 1999 erhält Kunnersdorf nach 70 Jahren seinen Namen zurück.

## Einwohnerentwicklung
| Jahr | Einwohnerzahl                             |
| ---- | ----------------------------------------- |
| 1551 | 10 besessene Mann, 8 Inwohner, 12 Hufen   |
| 1764 | 10 besessene Mann, 13 Häusler, 14 ½ Hufen |
| 1834 | 317                                       |
| 1871 | 424                                       |

| Jahr | Einwohnerzahl |
| ---- | ------------- |
| 1890 | 397           |
| 1910 | 453           |
| 1925 | 434           |